# بيرسي أفيري روكفلر
بيرسي أفيري روكفلر (بالإنجليزية: Percy Avery Rockefeller)‏ هو شخصية أعمال أمريكي، ولد في 27 فبراير 1878 في نيويورك في الولايات المتحدة، وتوفي بنفس المكان في 25 سبتمبر 1934.